# Antoni de Fluvià
Pour les articles homonymes, voir Fluvia (homonymie).
Antoni de Fluvià ou Antoine Fluvian est le 35e grand maître des Hospitaliers de l'ordre de Saint-Jean de Jérusalem.

## Biographie
D'origine catalane, il semble qu'il ait appartenu à une famille de chevaliers installée dans la région de la Segarra.
Contrairement à la plupart des grands maîtres, il ne reçoit pas de charge en Occident au début de sa carrière et n'est pas doté d'un prieuré occidental avant son élection. Il sert à Rhodes à partir de 1387, mais ne semble y exercer de responsabilité importante qu'à partir de 1409, date à laquelle il est lieutenant du commandeur de Kos et capitaine du château Saint-Pierre.
Le 30 juin 1411, il devient bailli de la langue d'Espagne et Drapier ; à partir du 24 mai 1419 environ, il sert de lieutenant ad interim à Rhodes pour le grand maître Philibert de Naillac, parti en Occident. Il ne reçoit sa première commanderie qu'en mai 1420, puis en octobre la commanderie prestigieuse de Chypre. Il est cependant élu grand maître l'année suivante.